# Barco Solarplanet
O barco Solarplanet é o projeto de um barco suíço. O barco terá 30 metros de comprimento e será coberto de painéis solares. O barco dará uma volta ao mundo usando apenas a energia solar como fonte de energia para fazer funcionar os motores da embarcação. A viagem está programada para 2010 e o barco deverá percorrer a rota da linha do Equador.